# 萊姆斯特 (馬薩諸塞州)
萊姆斯特（Leominster /ˈlɛmənstər/ LEM-ən-stər），或譯莱明斯特，是美國馬薩諸塞州伍斯特县的一座城市，人口約4萬。

## 歷史

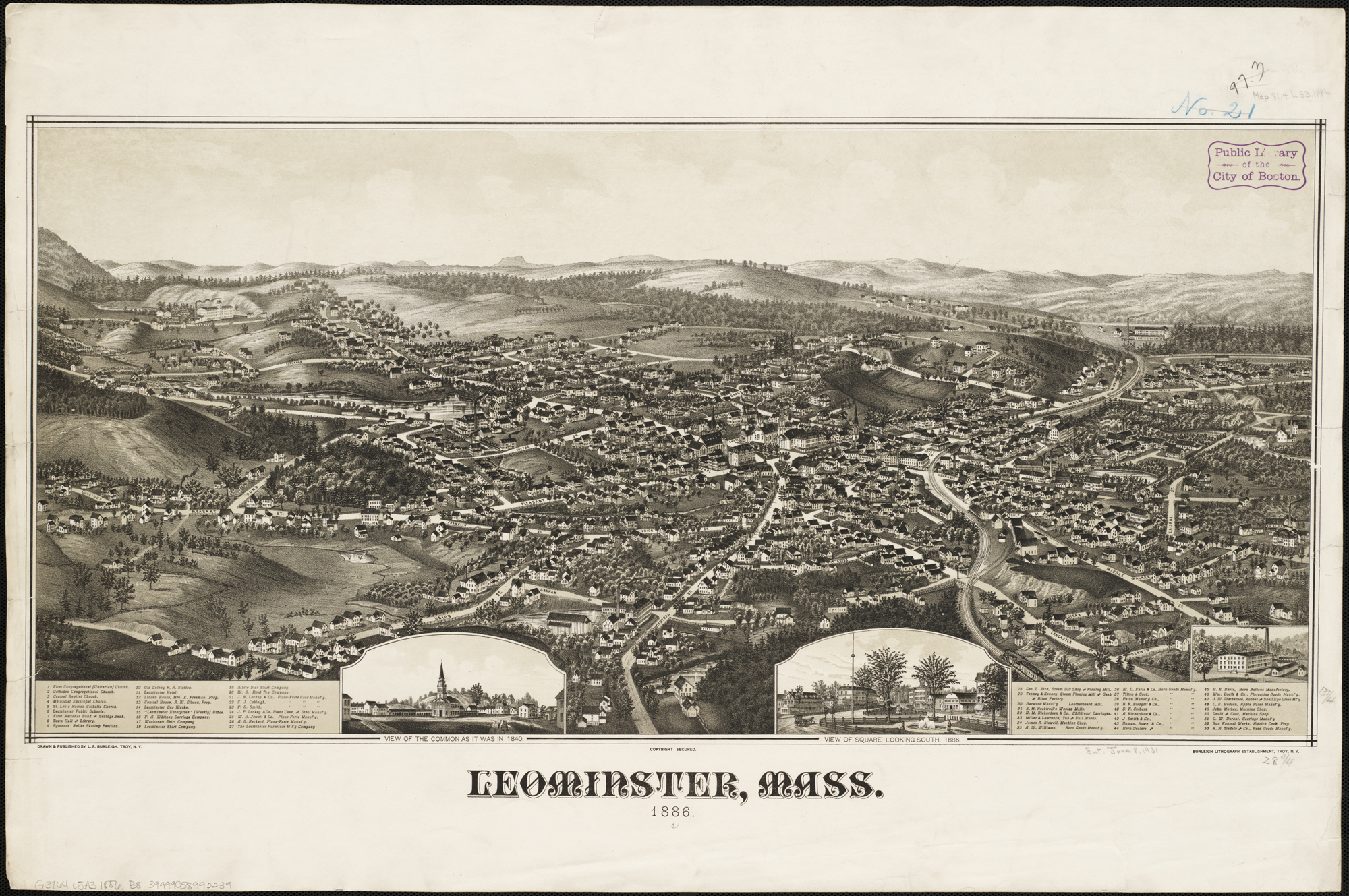
1886年的萊姆斯特

其名可能是來自英格蘭的同名地點，因有纳舒厄河的灌溉而土地肥沃，殖民者在17世紀中期抵達這裡，建立了蘭卡斯特。1737年，萊姆斯特所在的地區也有了足夠的居民，因此在1740年6月23日正式設鎮。

## 人口
當地81.50%的居民為白人，3.70%為黑人，0.15%為美國原住民，2.44%為亞裔。

## 外部連接
- Leominster official website （页面存档备份，存于）
- Leominster History （页面存档备份，存于）
- FitchburgLeominster.net （页面存档备份，存于）
- Sentinel & Enterprise （页面存档备份，存于）